# Cheshmeh Āvash
Cheshmeh Āvash (persiska: چشمه آوش, Cheshmeh Āveshk) är en ort i Iran.   Den ligger i provinsen Khorasan, i den nordöstra delen av landet, 600 km öster om huvudstaden Teheran. Cheshmeh Āvash ligger 1 145 meter över havet och antalet invånare är 332.
Terrängen runt Cheshmeh Āvash är platt åt sydväst, men åt nordost är den kuperad. Terrängen runt Cheshmeh Āvash sluttar norrut. Runt Cheshmeh Āvash är det ganska glesbefolkat, med 29 invånare per kvadratkilometer. Närmaste större samhälle är Sheshtomad, 17,8 km sydväst om Cheshmeh Āvash. Omgivningarna runt Cheshmeh Āvash är i huvudsak ett öppet busklandskap.